# Le Livre de ma mère
Le Livre de ma mère est un roman autobiographique écrit par Albert Cohen, dont la première édition date de 1954. Ce roman inaugure la partie autobiographique de l'œuvre d'Albert Cohen, complétée par la suite par Ô vous, frères humains, paru en 1972, et Carnets 1978, paru en 1979. Hommage douloureux à sa mère disparue, Louise Judith Cohen, née Ferro, le récit offre un témoignage sur la majesté de « l'amour maternel » reçu depuis l'enfance. Le récit a la particularité de placer le personnage maternel au cœur de l'autobiographie. 
Si l'œuvre d'Albert Cohen ne porte pas la mention « autobiographie », Albert Cohen, dans tous ses entretiens télévisés ou radiophoniques, ne cesse de revendiquer le caractère autobiographique de ce récit.

## Genèse
Le Livre de ma mère n'est pas la première version de l'autobiographie d'Albert Cohen. En exil à Londres, l'écrivain publie, en effet, entre juin 43 et mai 44 quatre textes successifs intitulés Chant de Mort I, II, III, IV (in La France Libre, N°32, 33, 40,43) qui constituent l'ébauche des quatre parties du Livre de ma mère.

## Postérité
- En 2015 parait Ma mère et moi de Brahim Metiba, autofiction autour du Livre de ma mère.

- En 2016, le roman sert de base à une adaptation théâtrale mise en scène par Dominique Pitoiset, avec Patrick Timsit[3],[4] ainsi qu'au téléfilm Si tu vois ma mère de Nathanaël Guedj en 2020.